# اسلوپ کلاس فانتوم
اسلوپ کلاس فانتوم (به انگلیسی: Fantome-class sloop) یک کلاس از اسلوپ‌ها است که طول آن ۱۶۰ فوت (۴۸٫۸ متر) می‌باشد.